# トゥールビヨン〜時の仕掛人〜
『トゥールビヨン 〜時の仕掛人〜』（トゥールビヨン ときのしかけにん）は、2008年1月4日から同年3月28日までBSジャパンで放送された教養番組・ドキュメンタリー番組。全13回＋番組スペシャル1回。
この項目では、2011年1月9日から同年3月27日まで同局で放送された後継番組『続・憧れの機械式時計』（ぞく あこがれのきかいしきどけい）についても触れる。

## 概要
トゥールビヨンとは機械式時計に搭載される機構の1つで、時計の姿勢差を克服するために発明された特殊な脱進器（エスケープメント）のことである。この番組は機械式腕時計を専門に特集し、機構の解説・メーカーの歴史・脱進器の動く姿・リピーターの音など、価格が数百万円から数億円にのぼる機械式腕時計の魅力を余すところなく伝えていた。
この番組はBSジャパンで繰り返し再放送されていたほか、テレビ東京系列に属する一部の地上波放送局でも放送されていた。また、2010年に行われた再放送では『憧れの機械式時計』（あこがれのきかいしきどけい）と題して放送されていた。そして、その翌年に前述の『続・憧れの機械式時計』が放送された。こちらは完全新作の番組である。

## 出演者
- リポーター - 小川瀬里奈
- ナレーター - 時尾駆

## スタッフ
- 企画 - 名淵朝晴（テレビ東京）
- 構成 - 山形遼介
- ディレクター - 白鳥秀明、石本靖二郎
- 演出 - 堀だいすけ
- プロデューサー - 岩田牧子（テレビ東京）、恩田真弓（エルクハートプロモーション）

## 放送リスト

### トゥールビヨン 〜時の仕掛人〜
括弧内はBSジャパンでの放送日。『憧れの機械式時計』も特集内容は同じであるため、併せてここに記す。
- 第1回 ブレゲ（2008年1月4日・2010年10月3日）
- 第2回 IWC （2008年1月11日・2010年10月10日）
- 第3回 ジラール・ペルゴ（2008年1月18日・2010年10月17日）
- 第4回 セイコー 1 （2008年1月25日・2010年10月24日）
- 第5回 セイコー 2 （2008年2月1日・2010年10月31日）
- 第6回 ユリスナルダン（2008年2月8日・2010年11月7日）
- 第7回 オーデマ・ピゲ（2008年2月15日・2010年11月14日）
- 第8回 オフィチーネ・パネライ（2008年2月22日・2010年11月21日）
- 第9回 ヴァシュロン・コンスタンタン（2008年2月29日・2010年11月28日）
- 第10回 オメガ（2008年3月7日・2010年12月5日）
- 第11回 ペルレ（2008年3月14日・2010年12月12日）
- 第12回 ランゲ・アンド・ゾーネ（2008年3月21日・2010年12月19日）
- 時の仕掛人スペシャル 〜The Watch Maker〜 機械式時計の故郷 スイスの職人たち（2008年3月22日 21:00 - 22:55）
- 第13回 ゼニス（2008年3月28日・2010年12月26日）

### 続・憧れの機械式時計
括弧内はBSジャパンでの放送日。
- 第1回 パテック・フィリップ（2011年1月9日）
- 第2回 ジャケ・ドロー（2011年1月16日）
- 第3回 ブライトリング（2011年1月23日）
- 第4回 フレデリック・コンスタント（2011年1月30日）
- 第5回 ハリー・ウィンストン（2011年2月6日）
- 第6回 タグ・ホイヤー（2011年2月13日）
- 第7回 グラスヒュッテ・オリジナル（2011年2月20日）
- 第8回 リシャール・ミル（2011年2月27日）
- 第9回 ブランパン（2011年3月6日）
- 第10回 モーリス・ラクロア（2011年3月13日）
- 第11回 ジャガー・ルクルト（2011年3月20日）
- 第12回 機械式時計の最高峰（2011年3月27日）

## 放送局

### トゥールビヨン 〜時の仕掛人〜
| 放送対象地域   | 放送局         | 系列           | 放送日時 | 備考   |
| -------------- | -------------- | -------------- | --- | ------ |
| 日本全域       | BSジャパン     | BSデジタル放送 | 金曜 24:00 - 24:30 （2008年1月4日 - 2008年3月28日） 土曜 18:00 - 18:30 （2008年1月12日 - 2008年4月5日、再放送） 日曜 23:30 - 24:00 （2008年4月13日 - 2008年6月29日、再放送） | 製作局 |
| 愛知県         | テレビ愛知     | テレビ東京系列 | 金曜 25:28 - 25:58 （2008年10月10日 - 2008年12月19日） |        |
| 岡山県・香川県 | テレビせとうち | テレビ東京系列 | 木曜 25:28 - 25:58 （2009年1月8日 - 2009年4月2日） |        |

### 憧れの機械式時計
| 放送対象地域 | 放送局     | 系列           | 放送日時                                              | 備考   |
| ------------ | ---------- | -------------- | ----------------------------------------------------- | ------ |
| 日本全域     | BSジャパン | BSデジタル放送 | 日曜 11:30 - 12:00 （2010年10月3日 - 2010年12月26日） | 製作局 |

### 続・憧れの機械式時計
| 放送対象地域 | 放送局     | 系列           | 放送日時                                            | 備考   |
| ------------ | ---------- | -------------- | --------------------------------------------------- | ------ |
| 日本全域     | BSジャパン | BSデジタル放送 | 日曜 11:30 - 12:00 （2011年1月9日 - 2011年3月27日） | 製作局 |